# Popis svjetskih prvaka i osvajača medalja na Svjetskim prvenstvima u atletici
Ovo je popis svjetskih prvaka i osvajača medalja na Svjetskim prvenstvima u atletici.

## Trkačke discipline

### 100 m
| SP              | Zlato             | Srebro            | Bronca                          |
| --------------- | ----------------- | ----------------- | ------------------------------- |
| Helsinki 1983.  | Carl Lewis        | Calvin Smith      | Emmit King                      |
| Rim 1987.       | Carl Lewis        | Raymond Stewart   | Linford Christie                |
| Tokio 1991.     | Carl Lewis        | Leroy Burrell     | Dennis Mitchell                 |
| Stuttgart 1993. | Linford Christie  | Andre Cason       | Dennis Mitchell                 |
| Göteborg 1995.  | Donovan Bailey    | Bruny Surin       | Ato Boldon                      |
| Atena 1997.     | Maurice Greene    | Donovan Bailey    | Tim Montgomery                  |
| Sevilla 1999.   | Maurice Greene    | Bruny Surin       | Dwain Chambers                  |
| Edmonton 2001.  | Maurice Greene    | Bernard Williams  | Ato Boldon                      |
| Pariz 2003.     | Kim Collins       | Darrel Brown      | Darren Campbell                 |
| Helsinki 2005.  | Justin Gatlin     | Michael Frater    | Kim Collins                     |
| Osaka 2007.     | Tyson Gay         | Derrick Atkins    | Asafa Powell                    |
| Berlin 2009     | Usain Bolt        | Tyson Gay         | Asafa Powell                    |
| Daegu 2011      | Yohan Blake       | Walter Dix        | Kim Collins                     |
| Moskva 2013.    | Usain Bolt        | Justin Gatlin     | Nesta Carter                    |
| Peking 2015.    | Usain Bolt        | Justin Gatlin     | Trayvon Bromell Andre De Grasse |
| London 2017.    | Justin Gatlin     | Christian Coleman | Usain Bolt                      |
| Doha 2019.      | Christian Coleman | Justin Gatlin     | Andre De Grasse                 |

### 200 m
| SP              | Zlato                 | Srebro                     | Bronca                     |
| --------------- | --------------------- | -------------------------- | -------------------------- |
| Helsinki 1983.  | Calvin Smith          | Elliott Quow               | Pietro Mennea              |
| Rim 1987.       | Calvin Smith          | Gilles Quenéhervé          | John Regis                 |
| Tokio 1991.     | Michael Johnson       | Frankie Fredericks         | Atlee Mahorn               |
| Stuttgart 1993. | Frankie Fredericks    | John Regis                 | Carl Lewis                 |
| Göteborg 1995.  | Michael Johnson       | Frankie Fredericks         | Jeff Williams              |
| Atena 1997.     | Ato Boldon            | Frankie Fredericks         | Claudinei Quirino da Silva |
| Sevilla 1999.   | Maurice Greene        | Claudinei Quirino da Silva | Francis Obikwelu           |
| Edmonton 2001.  | Konstantinos Kenteris | Christopher Williams       | Kim Collins Shawn Crawford |
| Pariz 2003.     | John Capel            | Darvis Patton              | Shingo Suetsugu            |
| Helsinki 2005.  | Justin Gatlin         | Wallace Spearmon           | John Capel                 |
| Osaka 2007.     | Tyson Gay             | Usain Bolt                 | Wallace Spearmon           |
| Berlin 2009.    | Usain Bolt            | Alonso Edward              | Wallace Spearmon           |
| Daegu 2011      | Usain Bolt            | Walter Dix                 | Christophe Lemaitre        |
| Moskva 2013.    | Usain Bolt            | Warren Weir                | Curtis Mitchell            |
| Peking 2015.    | Usain Bolt            | Justin Gatlin              | Anaso Jobodwana            |
| London 2017.    | Ramil Guliyev         | Wayde van Niekerk          | Jereem Richards            |
| Doha 2019.      | Noah Lyles            | Andre De Grasse            | Álex Quiñónez              |

### 400 m
| SP              | Zlato             | Srebro                  | Bronca             |
| --------------- | ----------------- | ----------------------- | ------------------ |
| Helsinki 1983.  | Bertland Cameron  | Michael Franks          | Sunder Nix         |
| Rim 1987.       | Thomas Schönlebe  | Innocent Egbunike       | Harry Reynolds     |
| Tokio 1991.     | Antonio Pettigrew | Roger Black             | Daniel Everett     |
| Stuttgart 1993. | Michael Johnson   | Harry Reynolds          | Samson Kitur       |
| Göteborg 1995.  | Michael Johnson   | Harry Reynolds          | Gregory Haughton   |
| Atena 1997.     | Michael Johnson   | Davis Kamoga            | Tyree Washington   |
| Sevilla 1999.   | Michael Johnson   | Sanderlei Claro Parrela | Alejandro Cardenas |
| Edmonton 2001.  | Avard Moncur      | Ingo Schultz            | Gregory Haughton   |
| Pariz 2003.     | Tyree Washington  | Marc Raquil             | Michael Blackwood  |
| Helsinki 2005.  | Jeremy Wariner    | Andrew Rock             | Tyler Christopher  |
| Osaka 2007.     | Jeremy Wariner    | LaShawn Merritt         | Angelo Taylor      |
| Berlin 2009.    | LaShawn Merritt   | Jeremy Wariner          | Renny Quow         |
| Daegu 2011.     | Kirani James      | LaShawn Merritt         | Kévin Borlée       |
| Moskva 2013.    | LaShawn Merritt   | Tony McQuay             | Luguelín Santos    |
| Peking 2015.    | Wayde van Niekerk | LaShawn Merritt         | Kirani James       |
| London 2017.    | Wayde van Niekerk | Steven Gardiner         | Abdalelah Haroun   |
| Doha 2019.      | Steven Gardiner   | Anthony Zambrano        | Fred Kerley        |

### 800 m
| SP              | Zlato                 | Srebro               | Bronca                    |
| --------------- | --------------------- | -------------------- | ------------------------- |
| Helsinki 1983.  | Willi Wülbeck         | Rob Druppers         | Joaquim Cruz              |
| Rim 1987.       | Billy Konchellah      | Peter Elliott        | José Luiz Barbosa         |
| Tokio 1991.     | Billy Konchellah      | José Luiz Barbosa    | Mark Everett              |
| Stuttgart 1993. | Paul Ruto             | Giuseppe D'Urso      | Billy Konchellah          |
| Göteborg 1995.  | Wilson Kipketer       | Arthémon Hatungimana | Vebjørn Rodal             |
| Atena 1997.     | Wilson Kipketer       | Norberto Téllez      | Rich Kenah                |
| Sevilla 1999.   | Wilson Kipketer       | Hezekiél Sepeng      | Djabir Saïd-Guerni        |
| Edmonton 2001.  | André Bucher          | Wilfred Bungei       | Paweł Czapiewski          |
| Pariz 2003.     | Djabir Saïd-Guerni    | Juri Borsakowski     | Mbulaeni Mulaudzi         |
| Helsinki 2005.  | Raschid Ramzi         | Juri Borsakowski     | William Yiampoy           |
| Osaka 2007.     | Alfred Kirwa Yego     | Gary Reed            | Juri Borsakowski          |
| Berlin 2009.    | Mbulaeni Mulaudzi     | Alfred Kirwa Yego    | Yusuf Saad Kamel          |
| Daegu 2011.     | David Rudisha         | Abubaker Kaki        | Juri Borsakowski          |
| Moskva 2013.    | Mohammed Aman         | Nick Symmonds        | Ayanleh Souleiman         |
| Peking 2015.    | David Rudisha         | Adam Kszczot         | Amel Tuka                 |
| London 2017.    | Pierre-Ambroise Bosse | Adam Kszczot         | Kipyegon Bett             |
| Doha 2019.      | Donavan Brazier       | Amel Tuka            | Ferguson Cheruiyot Rotich |

### 1500 m
| SP              | Zlato              | Srebro             | Bronca               |
| --------------- | ------------------ | ------------------ | -------------------- |
| Helsinki 1983.  | Steve Cram         | Steve Scott        | Said Aouita          |
| Rim 1987.       | Abdi Bile          | José Luis Gonzalez | Jim Spivey           |
| Tokio 1991.     | Noureddine Morceli | Wilfred Kirochi    | Hauke Fuhlbrügge     |
| Stuttgart 1993. | Noureddine Morceli | Fermín Cacho       | Abdi Bile            |
| Göteborg 1995.  | Noureddine Morceli | Hicham El Guerrouj | Vénuste Niyongabo    |
| Atena 1997.     | Hicham El Guerrouj | Fermín Cacho       | Reyes Estevez        |
| Sevilla 1999.   | Hicham El Guerrouj | Noah Ngeny         | Reyes Estevez        |
| Edmonton 2001.  | Hicham El Guerrouj | Bernard Lagat      | Driss Maazouzi       |
| Pariz 2003.     | Hicham El Guerrouj | Mehdi Baala        | Iwan Heschko         |
| Helsinki 2005.  | Raschid Ramzi      | Adil Kaouch        | Rui Silva            |
| Osaka 2007.     | Bernard Lagat      | Raschid Ramzi      | Shedrack Kibet Korir |
| Berlin 2009.    | Yusuf Saad Kamel   | Deresse Mekonnen   | Bernard Lagat        |
| Daegu 2011.     | Asbel Kiprop       | Silas Kiplagat     | Matthew Centrowitz   |
| Moskva 2013.    | Asbel Kiprop       | Matthew Centrowitz | Johan Cronje         |
| Peking 2015.    | Asbel Kiprop       | Elijah Manangoi    | Abdalaati Iguider    |
| London 2017.    | Elijah Manangoi    | Timothy Cheruiyot  | Filip Ingebrigtsen   |
| Doha 2019.      | Timothy Cheruiyot  | Taoufik Makhloufi  | Marcin Lewandowski   |

### 5000 m
| SP              | Zlato           | Srebro             | Bronca               |
| --------------- | --------------- | ------------------ | -------------------- |
| Helsinki 1983.  | Eamonn Coghlan  | Werner Schildhauer | Martti Vainio        |
| Rim 1987.       | Said Aouita     | Domingos Castro    | Jack Buckner         |
| Tokio 1991.     | Yobes Ondieki   | Fita Bayissa       | Brahim Boutayeb      |
| Stuttgart 1993. | Ismael Kirui    | Haile Gebrselassie | Fita Bayissa         |
| Göteborg 1995.  | Ismael Kirui    | Khalid Boulami     | Shem Kororia         |
| Atena 1997.     | Daniel Komen    | Khalid Boulami     | Tom Nyariki          |
| Sevilla 1999.   | Salah Hissou    | Benjamin Limo      | Mohammed Mourhit     |
| Edmonton 2001.  | Richard Limo    | Million Wolde      | John Kibowen         |
| Pariz 2003.     | Eliud Kipchoge  | Hicham El Guerrouj | Kenenisa Bekele      |
| Helsinki 2005.  | Benjamin Limo   | Sileshi Sihine     | Craig Mottram        |
| Osaka 2007.     | Bernard Lagat   | Eliud Kipchoge     | Moses Ndiema Kipsiro |
| Berlin 2009.    | Kenenisa Bekele | Bernard Lagat      | James Kwalia C'Kurui |
| Daegu 2011.     | Mo Farah        | Bernard Lagat      | Dejen Gebremeskel    |
| Moskva 2013.    | Mo Farah        | Hagos Gebrhiwet    | Isiah Koech          |
| Peking 2015.    | Mo Farah        | Caleb Ndiku        | Hagos Gebrhiwet      |
| London 2017.    | Muktar Edris    | Mo Farah           | Paul Chelimo         |
| Doha 2019.      | Muktar Edris    | Selemon Barega     | Mohammed Ahmed       |

### 10.000 m
| SP              | Zlato                   | Srebro                    | Bronca                 |
| --------------- | ----------------------- | ------------------------- | ---------------------- |
| Helsinki 1983.  | Alberto Cova            | Werner Schildhauer        | Hansjörg Kunze         |
| Rim 1987.       | Paul Kipkoech           | Francesco Panetta         | Hansjörg Kunze         |
| Tokio 1991.     | Moses Tanui             | Richard Chelimo           | Khalid Skah            |
| Stuttgart 1993. | Haile Gebrselassie      | Moses Tanui               | Richard Chelimo        |
| Göteborg 1995.  | Haile Gebrselassie      | Khalid Skah               | Paul Tergat            |
| Atena 1997.     | Haile Gebrselassie      | Paul Tergat               | Salah Hissou           |
| Sevilla 1999.   | Haile Gebrselassie      | Paul Tergat               | Assefa Mezgebu         |
| Edmonton 2001.  | Charles Kamathi         | Assefa Mezgebu            | Haile Gebrselassie     |
| Pariz 2003.     | Kenenisa Bekele         | Haile Gebrselassie        | Sileshi Sihine         |
| Helsinki 2005.  | Kenenisa Bekele         | Sileshi Sihine            | Moses Mosop            |
| Osaka 2007.     | Kenenisa Bekele         | Sileshi Sihine            | Martin Irungu Mathathi |
| Berlin 2009.    | Kenenisa Bekele         | Zersenay Tadese           | Moses Ndiema Masai     |
| Daegu 2011.     | Ibrahim Jeilan          | Mo Farah                  | Imane Merga            |
| Moskva 2013.    | Mo Farah                | Ibrahim Jeilan            | Paul Tanui             |
| Peking 2015.    | Mo Farah                | Geoffrey Kipsang Kamworor | Paul Tanui             |
| London 2017.    | Mo Farah                | Joshua Kiprui Cheptegei   | Paul Tanui             |
| Doha 2019.      | Joshua Kiprui Cheptegei | Yomif Kejelcha            | Rhonex Kipruto         |

### Maraton
| SP              | Zlato                 | Srebro               | Bronca                  |
| --------------- | --------------------- | -------------------- | ----------------------- |
| Helsinki 1983.  | Robert De Castella    | Kebede Balcha        | Waldemar Cierpinski     |
| Rim 1987.       | Douglas Wakiihuri     | Ahmed Salah          | Gelindo Bordin          |
| Tokio 1991.     | Hiromi Taniguchi      | Ahmed Salah          | Steve Spence            |
| Stuttgart 1993. | Mark Plaatjes         | Lucketz Swartbooi    | Bert van Vlaanderen     |
| Göteborg 1995.  | Martín Fiz            | Dionicio Cerón       | Luíz Antônio dos Santos |
| Atena 1997.     | Abel Antón            | Martín Fiz           | Steve Moneghetti        |
| Sevilla 1999.   | Abel Antón            | Vincenzo Modica      | Nobuyuki Sato           |
| Edmonton 2001.  | Gezahegne Abera       | Simon Biwott         | Stefano Baldini         |
| Pariz 2003.     | Jaouad Gharib         | Julio Rey            | Stefano Baldini         |
| Helsinki 2005.  | Jaouad Gharib         | Christopher Isegwe   | Tsuyoshi Ogata          |
| Osaka 2007.     | Luke Kibet            | Mubarak Hassan Shami | Viktor Röthlin          |
| Berlin 2009.    | Abel Kirui            | Emmanuel Mutai       | Tsegay Kebede           |
| Daegu 2011.     | Abel Kirui            | Vincent Kipruto      | Feyisa Lilesa           |
| Moskva 2013.    | Stephen Kiprotich     | Lelisa Desisa        | Tadese Tola             |
| Peking 2015.    | Ghirmay Ghebreslassie | Yemane Tsegay        | Solomon Mutai           |
| London 2017.    | Geoffrey Kirui        | Tamirat Tola         | Alphonce Simbu          |
| Doha 2019.      | Lelisa Desisa         | Mosinet Geremew      | Amos Kipruto            |

### 20 km brzo hodanje
| SP              | Zlato               | Srebro                     | Bronca              |
| --------------- | ------------------- | -------------------------- | ------------------- |
| Helsinki 1983.  | Ernesto Canto       | Jozef Pribilinec           | Jewgeni Jewsjukow   |
| Rim 1987.       | Maurizio Damilano   | Jozef Pribilinec           | José Marín          |
| Tokio 1991.     | Maurizio Damilano   | Michail Schtschennikow     | Jewgeni Misjulja    |
| Stuttgart 1993. | Valentí Massana     | Giovanni De Benedictis     | Daniel Plaza        |
| Göteborg 1995.  | Michele Didoni      | Valentí Massana            | Jewgeni Misjulja    |
| Atena 1997.     | Daniel García       | Michail Schtschennikow     | Michail Chmelnitski |
| Sevilla 1999.   | Ilja Markow         | Jefferson Pérez            | Daniel García       |
| Edmonton 2001.  | Roman Raskasow      | Ilja Markow                | Wiktor Burajew      |
| Pariz 2003.     | Jefferson Pérez     | Francisco Javier Fernández | Roman Raskasow      |
| Helsinki 2005.  | Jefferson Pérez     | Francisco Javier Fernández | Juan Manuel Molina  |
| Osaka 2007.     | Jefferson Pérez     | Francisco Javier Fernández | Hatem Ghoula        |
| Berlin 2009.    | Valeriy Borchin     | Hao Wang                   | Eder Sánchez        |
| Daegu 2011.     | Valeriy Borchin     | Vladimir Kanaykin          | Luis Fernando López |
| Moskva 2013.    | Aleksandr Ivanov    | Ding Chen                  | Miguel Ángel López  |
| Peking 2015.    | Miguel Ángel López  | Wang Zhen                  | Benjamin Thorne     |
| London 2017.    | Éider Arévalo       | Sergey Shirobokov          | Caio Bonfim         |
| Doha 2019.      | Toshikazu Yamanishi | Vasiliy Mizinov            | Perseus Karlström   |

### 50 km brzo hodanje
| SP              | Zlato               | Srebro              | Bronca                 |
| --------------- | ------------------- | ------------------- | ---------------------- |
| Helsinki 1983.  | Ronald Weigel       | José Marín          | Sergei Jung            |
| Rim 1987.       | Hartwig Gauder      | Ronald Weigel       | Wjatscheslaw Iwanenko  |
| Tokio 1991.     | Aleksandr Potaschow | Andrei Perlow       | Hartwig Gauder         |
| Stuttgart 1993. | Jesús Ángel García  | Valentin Kononen    | Waleri Spytsin         |
| Göteborg 1995.  | Valentin Kononen    | Giovanni Perricelli | Robert Korzeniowski    |
| Atena 1997.     | Robert Korzeniowski | Jesús Ángel García  | Miguel Ángel Rodríguez |
| Sevilla 1999.   | Ivano Brugnetti     | Nikolai Matjuchin   | Curt Clausen           |
| Edmonton 2001.  | Robert Korzeniowski | Jesús Ángel García  | Edgar Hernandez        |
| Pariz 2003.     | Robert Korzeniowski | German Skurigin     | Andreas Erm            |
| Helsinki 2005.  | Sergei Kirdjapkin   | Aleksei Wojewodin   | Alex Schwazer          |
| Osaka 2007.     | Nathan Deakes       | Yohan Diniz         | Alex Schwazer          |
| Berlin 2009.    | Sergei Kirdjapkin   | Trond Nymark        | Jesús Ángel García     |
| Daegu 2011.     | Sergei Bakulin      | Denis Nižegorodov   | Jared Tallent          |
| Moskva 2013.    | Robert Heffernan    | Mikhail Ryzhov      | Jared Tallent          |
| Peking 2015.    | Matej Tóth          | Jared Tallent       | Takayuki Tanii         |
| London 2017.    | Yohann Diniz        | Hirooki Arai        | Kai Kobayashi          |
| Doha 2019.      | Yusuke Suzuki       | João Vieira         | Evan Dunfee            |

### 110 m s preponama
| SP              | Zlato            | Srebro            | Bronca                                 |
| --------------- | ---------------- | ----------------- | -------------------------------------- |
| Helsinki 1983.  | Greg Foster      | Arto Bryggare     | Willie Gault                           |
| Rim 1987.       | Greg Foster      | Jonathan Ridgeon  | Colin Jackson                          |
| Tokio 1991.     | Greg Foster      | Jack Pierce       | Tony Jarrett                           |
| Stuttgart 1993. | Colin Jackson    | Tony Jarrett      | Jack Pierce                            |
| Göteborg 1995.  | Allen Johnson    | Tony Jarrett      | Roger Kingdom                          |
| Atena 1997.     | Allen Johnson    | Colin Jackson     | Igor Kovac                             |
| Sevilla 1999.   | Colin Jackson    | Anier García      | Duane Ross                             |
| Edmonton 2001.  | Allen Johnson    | Anier García      | Dudley Dorival                         |
| Pariz 2003.     | Allen Johnson    | Terrence Trammell | Liu Xiang                              |
| Helsinki 2005.  | Ladji Doucouré   | Liu Xiang         | Allen Johnson                          |
| Osaka 2007.     | Liu Xiang        | Terrence Trammell | David Payne                            |
| Berlin 2009.    | Ryan Brathwaite  | Terrence Trammell | David Payne                            |
| Daegu 2011.     | Jason Richardson | Liu Xiang         | Andy Turner                            |
| Moskva 2013.    | David Oliver     | Ryan Wilson       | Sergey Shubenkov                       |
| Peking 2015.    | Sergey Shubenkov | Hansle Parchment  | Aries Merritt                          |
| London 2017.    | Omar McLeod      | Sergey Shubenkov  | Balázs Baji                            |
| Doha 2019.      | Yusuke Suzuki    | Sergey Shubenkov  | Pascal Martinot-Lagarde Orlando Ortega |

### 400 m s preponama
| SP              | Zlato            | Srebro            | Bronca              |
| --------------- | ---------------- | ----------------- | ------------------- |
| Helsinki 1983.  | Edwin Moses      | Harald Schmid     | Alexander Charlow   |
| Rim 1987.       | Edwin Moses      | Danny Harris      | Harald Schmid       |
| Tokio 1991.     | Samuel Matete    | Winthrop Graham   | Kriss Akabusi       |
| Stuttgart 1993. | Kevin Young      | Samuel Matete     | Winthrop Graham     |
| Göteborg 1995.  | Derrick Adkins   | Samuel Matete     | Stéphane Diagana    |
| Atena 1997.     | Stéphane Diagana | Herbert Llewellyn | Bryan Bronson       |
| Sevilla 1999.   | Fabrizio Mori    | Stéphane Diagana  | Marcel Schelbert    |
| Edmonton 2001.  | Félix Sánchez    | Fabrizio Mori     | Dai Tamesue         |
| Pariz 2003.     | Félix Sánchez    | Fabrizio Mori     | Periklis Iakovakis  |
| Helsinki 2005.  | Bershawn Jackson | James Carter      | Dai Tamesue         |
| Osaka 2007.     | Kerron Clement   | Félix Sánchez     | Marek Plawgo        |
| Berlin 2009.    | Kerron Clement   | Javier Culson     | Bershawn Jackson    |
| Daegu 2011.     | Dai Greene       | Javier Culson     | Louis Jacob van Zyl |
| Moskva 2013.    | Jehue Gordon     | Michael Tinsley   | Emir Bekrić         |
| Peking 2015.    | Nicholas Bett    | Denis Kudryavtsev | Jeffery Gibson      |
| London 2017.    | Karsten Warholm  | Yasmani Copello   | Kerron Clement      |
| Doha 2019.      | Karsten Warholm  | Rai Benjamin      | Abderrahman Samba   |

### 3000 m s preprekama
| SP              | Zlato                 | Srebro               | Bronca                      |
| --------------- | --------------------- | -------------------- | --------------------------- |
| Helsinki 1983.  | Patriz Ilg            | Bogusław Mamiński    | Colin Reitz                 |
| Rim 1987.       | Francesco Panetta     | Hagen Melzer         | William Van Dijck           |
| Tokio 1991.     | Moses Kiptanui        | Patrick Sang         | Azzedine Brahmi             |
| Stuttgart 1993. | Moses Kiptanui        | Patrick Sang         | Alessandro Lambruschini     |
| Göteborg 1995.  | Moses Kiptanui        | Christopher Koskei   | Saad Shaddad Al-Asmari      |
| Atena 1997.     | Wilson Boit Kipketer  | Moses Kiptanui       | Bernard Barmasai            |
| Sevilla 1999.   | Christopher Koskei    | Wilson Boit Kipketer | Ali Ezzine                  |
| Edmonton 2001.  | Reuben Kosgei         | Ali Ezzine           | Bernard Barmasai            |
| Pariz 2003.     | Saif Saaeed Shaheen   | Ezekiel Kemboi       | Eliseo Martín               |
| Helsinki 2005.  | Saif Saaeed Shaheen   | Ezekiel Kemboi       | Brimin Kiprop Kipruto       |
| Osaka 2007.     | Brimin Kiprop Kipruto | Ezekiel Kemboi       | Richard Mateelong           |
| Berlin 2009.    | Ezekiel Kemboi        | Richard Mateelong    | Bouabdellah Tahri           |
| Daegu 2011.     | Ezekiel Kemboi        | Brimin Kipruto       | Mahiedine Mekhissi-Benabbad |
| Moskva 2013.    | Ezekiel Kemboi        | Conseslus Kipruto    | Mahiedine Mekhissi-Benabbad |
| Peking 2015.    | Ezekiel Kemboi        | Conseslus Kipruto    | Brimin Kipruto              |
| London 2017.    | Conseslus Kipruto     | Soufiane El Bakkali  | Evan Jager                  |
| Doha 2019.      | Conseslus Kipruto     | Lamecha Girma        | Soufiane El Bakkali         |

### 4 x 100 m štefeta
| SP              | Zlato                                                                                  | Srebro                                                                                     | Bronca |
| --------------- | -------------------------------------------------------------------------------------- | ------------------------------------------------------------------------------------------ | --- |
| Helsinki 1983.  | SAD Emmit King Willie Gault Calvin Smith Carl Lewis                                    | Italija Stefano Tilli Carlo Simionato Pierfrancesco Pavoni Pietro Mennea                   | SSSR Andrei Prokofjew Nikolai Sidorow Wladimir Murawjow Wiktor Brysgin                                       |
| Rim 1987.       | SAD Lee McRae Lee McNeill Harvey Glance Carl Lewis                                     | SSSR Alexander Jewgenjew Wiktor Brysgin Wladimir Murawjow Wladimir Krylow                  | Jamajka John Mair Andrew Smith Clive Wright Raymond Stewart                                                  |
| Tokio 1991.     | SAD Andre Cason Leroy Burrell Dennis Mitchell Carl Lewis                               | Francuska Max Morinière Daniel Sangouma Jean-Charles Trouabal Bruno Marie-Rose             | Ujedinjeno Kraljevstvo Tony Jarrett John Regis Darren Braithwaite Linford Christie                           |
| Stuttgart 1993. | SAD Jon Drummond Andre Cason Dennis Mitchell Leroy Burrell                             | Ujedinjeno Kraljevstvo Colin Jackson Tony Jarrett John Regis Linford Christie              | Kanada Robert Esmie Glenroy Gilbert Bruny Surin Atlee Mahon                                                  |
| Göteborg 1995.  | Kanada Robert Esmie Glenroy Gilbert Bruny Surin Donovan Bailey                         | Australija Paul Henderson Tim Jackson Steve Brimacombe Damien Marsh                        | Italija Giovanni Puggioni Ezio Madonia Angelo Cipolloni Sandro Floris                                        |
| Atena 1997.     | Kanada Robert Esmie Glenroy Gilbert Bruny Surin Donovan Bailey                         | Nigerija Osmond Ezinwa Olapade Adeniken Francis Obikwelu Davidson Ezinwa                   | Ujedinjeno Kraljevstvo Darren Braithwaite Darren Campbell Douglas Walker Julian Golding                      |
| Sevilla 1999.   | SAD Jon Drummond Tim Montgomery Brian Lewis Maurice Greene                             | Ujedinjeno Kraljevstvo Jason Gardener Darren Campbell Marlon Devonish Dwain Chambers       | Brazil Raphael Raymundo de Oliveira Claudinei Quirino da Silva Edson Luciano Ribeiro André Domingos da Silva |
| Edmonton 2001.  | JAR Morne Nagel Corne du Plessis Lee-Roy Newton Matthew Quinn                          | Trinidad i Tobago Marc Burns Ato Boldon Jacey Harper Darrel Brown                          | Australija Matt Shirvington Paul Di Bella Steve Brimacombe Adam Basil                                        |
| Pariz 2003.     | SAD John Capel Bernard Williams Darvis Patton Joshua J. Johnson                        | Brazil Vicente de Lima Edson Luciano Ribeiro André Domingos da Silva Claudio Roberto Souza | Nizozemska Timothy Beck Troy Douglas Patrick van Balkom Caimin Douglas                                       |
| Helsinki 2005.  | Francuska Ladji Doucouré Ronald Pognon Eddy de Lépine Lueyi Dovy                       | Trinidad i Tobago Kevon Pierre Marc Burns Jacey Harper Darrel Brown                        | Ujedinjeno Kraljevstvo Jason Gardener Marlon Devonish Christian Malcolm Mark Lewis-Francis                   |
| Osaka 2007.     | SAD Darvis Patton Wallace Spearmon Tyson Gay Leroy Dixon                               | Jamajka Marvin Anderson Usain Bolt Nesta Carter Asafa Powell                               | Ujedinjeno Kraljevstvo Christian Malcolm Craig Pickering Marlon Devonish Mark Lewis-Francis                  |
| Berlin 2009.    | Jamajka Steve Mullings Michael Frater Usain Bolt Asafa Powell                          | Trinidad i Tobago Darrel Brown Marc Burns Emmanuel Callender Richard Thompson              | Ujedinjeno Kraljevstvo Simeon Williamson Tyrone Edgar Marlon Devonishv Harry Aikines-Aryeetey                |
| Daegu 2011.     | Jamajka Nesta Carter Michael Frater Yohan Blake Usain Bolt                             | Francuska Teddy Tinmar Christophe Lemaitre Yannick Lesourd Jimmy Vicaut                    | Sveti Kristofor i Nevis Jason Rogers Kim Collins Antoine Adams Brijesh Lawrence                              |
| Moskva 2013.    | Jamajka Nesta Carter Kemar Bailey-Cole Nickel Ashmeade Usain Bolt                      | SAD Charles Silmon Mike Rodgers Mookie Salaam Justin Gatlin                                | Kanada Gavin Smellie Aaron Brown Dontae Richards-Kwok Justyn Warner                                          |
| Peking 2015.    | Jamajka Nesta Carter Asafa Powell Nickel Ashmeade Usain Bolt                           | NR Kina Mo Youxue Xie Zhenye Su Bingtian Zhang Peimeng                                     | Kanada Aaron Brown Andre De Grasse Brendon Rodney Justyn Warner                                              |
| London 2017.    | Ujedinjeno Kraljevstvo Chijindu Ujah Adam Gemili Danny Talbot Nethaneel Mitchell-Blake | SAD Mike Rodgers Justin Gatlin Jaylen Bacon Christian Colemanl                             | Japan Shuhei Tada Shōta Iizuka Yoshihide Kiryū Kenji Fujimitsu                                               |
| Doha 2019.      | SAD Christian Coleman Justin Gatlin Mike Rodgers Noah Lyles                            | Ujedinjeno Kraljevstvo Adam Gemili Zharnel Hughes Richard Kilty Nethaneel Mitchell-Blake   | Japan Shuhei Tada Kirara Shiraishi Yoshihide Kiryū Abdul Hakim Sani Brown                                    |

### 4 x 400 m štefeta
| SP              | Zlato                                                                                  | Srebro                                                                                   | Bronca                                                                                        |
| --------------- | -------------------------------------------------------------------------------------- | ---------------------------------------------------------------------------------------- | --------------------------------------------------------------------------------------------- |
| Helsinki 1983.  | SSSR Sergei Lowatschow Alexander Troschtschilo Nikolai Tschernezki Wiktor Markin       | Njemačka Erwin Skamrahl Jörg Vaihinger Harald Schmid Hartmut Weber                       | Ujedinjeno Kraljevstvo Ainsley Bennett Garry Cook Todd Bennett Philip Brown                   |
| Rim 1987.       | SAD Daniel Everett Roddie Haley Antonio McKay Harry Reynolds                           | Ujedinjeno Kraljevstvo Derek Redmond Kriss Akabusi Roger Black Philip Brown              | Kuba Leandro Peñalver Augustin Pavo Lazaro Martínez Roberto Hernández                         |
| Tokio 1991.     | Ujedinjeno Kraljevstvo Roger Black Derek Redmond John Regis Kriss Akabusi              | SAD Andrew Valmon Quincy Watts Daniel Everett Antonio Pettigrew                          | Jamajka Patrick O'Connor Devon Morris Winthrop Graham Seymour Fagan                           |
| Stuttgart 1993. | SAD Andrew Valmon Quincy Watts Harry Reynolds Michael Johnson                          | Kenija Kennedy Ochieng Simon Kemboi Abednego Matilu Samson Kitur                         | Njemačka Rico Lieder Karsten Just Olaf Hense Thomas Schönlebe                                 |
| Göteborg 1995.  | SAD Marlon Ramsey Derek Mills Harry Reynolds Michael Johnson                           | Jamajka Michael McDonald Davian Clarke Danny McFarlane Gregory Haughton                  | Nigerija Udeme Ekpeyong Kunle Adejuyigbe Jude Monye Sunday Bada                               |
| Atena 1997.     | SAD Jerome Young Antonio Pettigrew Chris Jones Tyree Washington                        | Ujedinjeno Kraljevstvo Iwan Thomas Roger Black Jamie Baulch Mark Richardson              | Jamajka Michael McDonald Gregory Haughton Danny McFarlane Davian Clarke                       |
| Sevilla 1999.   | SAD Jerome Davis Antonio Pettigrew Angelo Taylor Michael Johnson                       | Poljska Tomasz Czubak Robert Mackowiak Jacek Bocian Piotr Haczek                         | Jamajka Michael McDonald Gregory Haughton Danny McFarlane Davian Clarke                       |
| Edmonton 2001.  | SAD Leonard Byrd Antonio Pettigrew Derrick Brew Angelo Taylor                          | Bahami Avard Moncur Christopher Brown Troy McIntosh Timothy Munnings                     | Jamajka Brandon Simpson Christopher Williams Gregory Haughton Danny McFarlane                 |
| Pariz 2003.     | Francuska Leslie Djhone Naman Keïta Stéphane Diagana Marc Raquil                       | Jamajka Brandon Simpson Danny McFarlane Davian Clarke Michael Blackwood                  | Bahami Avard Moncur Dennis Darling Nathaniel McKinney Christopher Brown                       |
| Helsinki 2005.  | SAD Andrew Rock Derrick Brew Darold Williamson Jeremy Wariner                          | Bahami Nathaniel McKinney Avard Moncur Andrae Williams Christopher Brown                 | Jamajka Sanjay Ayre Brandon Simpson Lansford Spence Davian Clarke                             |
| Osaka 2007.     | SAD LaShawn Merritt Angelo Taylor Darold Williamson Jeremy Wariner                     | Bahami Avard Moncur Michael Mathieu Andrae Williams Chris Brown                          | Poljska Marek Plawgo Daniel Dabrowski Marcin Marciniszyn Kacper Kozlowski                     |
| Berlin 2009.    | Jamajka Steve Mullings Michael Frater Usain Bolt Asafa Powell                          | Trinidad i Tobago Darrel Brown Marc Burns Emmanuel Callender Richard Thompson            | Ujedinjeno Kraljevstvo Simeon Williamson Tyrone Edgar Marlon Devonishv Harry Aikines-Aryeetey |
| Daegu 2011.     | Jamajka Nesta Carter Michael Frater Yohan Blake Usain Bolt                             | Francuska Teddy Tinmar Christophe Lemaitre Yannick Lesourd Jimmy Vicaut                  | Sveti Kristofor i Nevis Jason Rogers Kim Collins Antoine Adams Brijesh Lawrence               |
| Moskva 2013.    | Jamajka Nesta Carter Kemar Bailey-Cole Nickel Ashmeade Usain Bolt                      | SAD Charles Silmon Mike Rodgers Mookie Salaam Justin Gatlin                              | Kanada Gavin Smellie Aaron Brown Dontae Richards-Kwok Justyn Warner                           |
| Peking 2015.    | Jamajka Nesta Carter Asafa Powell Nickel Ashmeade Usain Bolt                           | NR Kina Mo Youxue Xie Zhenye Su Bingtian Zhang Peimeng                                   | Kanada Aaron Brown Andre De Grasse Brendon Rodney Justyn Warner                               |
| London 2017.    | Ujedinjeno Kraljevstvo Chijindu Ujah Adam Gemili Danny Talbot Nethaneel Mitchell-Blake | SAD Mike Rodgers Justin Gatlin Jaylen Bacon Christian Colemanl                           | Japan Shuhei Tada Shōta Iizuka Yoshihide Kiryū Kenji Fujimitsu                                |
| Doha 2019.      | SAD Christian Coleman Justin Gatlin Mike Rodgers Noah Lyles                            | Ujedinjeno Kraljevstvo Adam Gemili Zharnel Hughes Richard Kilty Nethaneel Mitchell-Blake | Japan Shuhei Tada Kirara Shiraishi Yoshihide Kiryū Abdul Hakim Sani Brown                     |

## Skakačke discipline

### Skok u vis
| SP              | Zlato                | Srebro                                | Bronca                        |
| --------------- | -------------------- | ------------------------------------- | ----------------------------- |
| Helsinki 1983.  | Gennadi Awdejenko    | Tyke Peacock                          | Zhu Jianhua                   |
| Rim 1987.       | Patrik Sjöberg       | Igor Paklin                           | Gennadi Awdejenko             |
| Tokio 1991.     | Charles Austin       | Javier Sotomayor                      | Hollis Conway                 |
| Stuttgart 1993. | Javier Sotomayor     | Artur Partyka                         | Steve Smith                   |
| Göteborg 1995.  | Troy Kemp            | Javier Sotomayor                      | Artur Partyka                 |
| Atena 1997.     | Javier Sotomayor     | Artur Partyka                         | Tim Forsyth                   |
| Sevilla 1999.   | Wjatscheslaw Woronin | Mark Boswell                          | Martin Buß                    |
| Edmonton 2001.  | Martin Buß           | Wjatscheslaw Woronin Jaroslaw Rybakow | -                             |
| Pariz 2003.     | Jacques Freitag      | Stefan Holm                           | Mark Boswell                  |
| Helsinki 2005.  | Jurij Krymarenko     | Victor Moya Jaroslaw Rybakow          | -                             |
| Osaka 2007.     | Donald Thomas        | Jaroslaw Rybakow                      | Kyriakos Ioannou              |
| Berlin 2009.    | Jaroslaw Rybakow     | Kyriakos Ioannou                      | Sylwester Bednarek Raúl Spank |
| Daegu 2011.     | Jesse Williams       | Aleksey Dmitrik                       | Trevor Barry                  |
| Moskva 2013.    | Bohdan Bondarenko    | Mutaz Essa Barshim                    | Derek Drouin                  |
| Peking 2015.    | Derek Drouin         | Bohdan Bondarenko Zhang Guowei        | -                             |
| London 2017.    | Mutaz Essa Barshim   | Danil Lysenko                         | Majd Eddin Ghazal             |
| Doha 2019.      | Mutaz Essa Barshim   | Mikhail Akimenko                      | Ilya Ivanyuk                  |

### Skok s motkom
| SP               | Zlato               | Srebro             | Bronca                                            |
| ---------------- | ------------------- | ------------------ | ------------------------------------------------- |
| Helsinki 1983.   | Sergej Bubka        | Konstantin Wolkow  | Atanas Tarew                                      |
| Rim 1987.        | Sergej Bubka        | Thierry Vigneron   | Rodion Gataullin                                  |
| Tokio 1991.      | Sergej Bubka        | István Bagyula     | Maxim Tarassow                                    |
| Stuttgart 1993.  | Sergej Bubka        | Grigori Jegorow    | Igor Trandenkow Maxim Tarassow                    |
| Göteborg 1995.   | Sergej Bubka        | Maxim Tarassow     | Jean Galfione                                     |
| Atena 1997.      | Sergej Bubka        | Maxim Tarassow     | Dean Starkey                                      |
| Sevilla 1999.    | Maxim Tarassow      | Dmitri Markov      | Alexander Awerbuch                                |
| Edmonton 2001.   | Dmitri Markov       | Alexander Awerbuch | Nick Hysong                                       |
| Pariz 2003.      | Giuseppe Gibilisco  | Okkert Brits       | Patrik Kristiansson                               |
| Helsinki 2005.   | Rens Blom           | Brad Walker        | Pawel Gerassimow                                  |
| Osaka 2007.      | Brad Walker         | Romain Mesnil      | Danny Ecker                                       |
| Berlin 2009.     | Steven Hooker       | Romain Mesnil      | Renaud Lavillenie                                 |
| Daegu 2011.      | Paweł Wojciechowski | Lázaro Borges      | Renaud Lavillenie                                 |
| Moskva 2013.     | Raphael Holzdeppe   | Renaud Lavillenie  | Björn Otto                                        |
| Peking 2015.     | Shawnacy Barber     | Raphael Holzdeppe  | Renaud Lavillenie Pawel Wojciechowski Piotr Lisek |
| London 2017.     | Sam Kendricks       | Piotr Lisek        | Renaud Lavillenie                                 |
| Doha 2019. (USA) | Sam Kendricks       | Armand Duplantis   | Piotr Lisek                                       |

### Skok u dalj
| SP              | Zlato            | Srebro                 | Bronca                 |
| --------------- | ---------------- | ---------------------- | ---------------------- |
| Helsinki 1983.  | Carl Lewis       | Jason Grimes           | Mike Conley            |
| Rim 1987.       | Carl Lewis       | Robert Emmijan         | Larry Myricks          |
| Tokio 1991.     | Mike Powell      | Carl Lewis             | Larry Myricks          |
| Stuttgart 1993. | Mike Powell      | Stanislaw Tarasenko    | Vitaly Kirilenko       |
| Göteborg 1995.  | Iván Pedroso     | James Beckford         | Mike Powell            |
| Atena 1997.     | Iván Pedroso     | Erick Walder           | Kirill Sosunow         |
| Sevilla 1999.   | Iván Pedroso     | Yago Lamela            | Gregor Cankar          |
| Edmonton 2001.  | Iván Pedroso     | Savante Stringfellow   | Carlos Calado          |
| Pariz 2003.     | Dwight Phillips  | James Beckford         | Yago Lamela            |
| Helsinki 2005.  | Dwight Phillips  | Ignisious Gaisah       | Tommi Evilä            |
| Osaka 2007.     | Irving Saladino  | Andrew Howe            | Dwight Phillips        |
| Berlin 2009.    | Dwight Phillips  | Godfrey Khotso Mokoena | Mitchell Watt          |
| Daegu 2011.     | Dwight Phillips  | Mitchell Watt          | Ngonidzashe Makusha    |
| Moskva 2013.    | Aleksandr Menkov | Ignisious Gaisah       | Luis Rivera            |
| Peking 2015.    | Greg Rutherford  | Fabrice Lapierre       | Wang Jianan            |
| London 2017.    | Luvo Manyonga    | Jarrion Lawson         | Ruswahl Samaai         |
| Doha 2019.      | Tajay Gayle      | Jeff Henderson         | Juan Miguel Echevarría |

### Troskok
| SP              | Zlato             | Srebro               | Bronca               |
| --------------- | ----------------- | -------------------- | -------------------- |
| Helsinki 1983.  | Zdzislaw Hoffmann | Willie Banks         | Ajayi Agbebaku       |
| Rim 1987.       | Christo Markow    | Mike Conley          | Oleg Sakirkin        |
| Tokio 1991.     | Kenny Harrison    | Leonid Woloschin     | Mike Conley          |
| Stuttgart 1993. | Mike Conley       | Leonid Woloschin     | Jonathan Edwards     |
| Göteborg 1995.  | Jonathan Edwards  | Brian Wellman        | Jerome Romain        |
| Atena 1997.     | Yoelbi Quesada    | Jonathan Edwards     | Aliecer Urrutia      |
| Sevilla 1999.   | Charles Friedek   | Rotislaw Dimitrow    | Jonathan Edwards     |
| Edmonton 2001.  | Jonathan Edwards  | Christian Olsson     | Igor Spassowchodski  |
| Pariz 2003.     | Christian Olsson  | Yoandri Betanzos     | Leevan Sands         |
| Helsinki 2005.  | Walter Davis      | Yoandri Betanzos     | Marian Oprea         |
| Osaka 2007.     | Nelson Évora      | Jadel Gregório       | Walter Davis         |
| Berlin 2009.    | Phillips Idowu    | Nelson Évora         | Alexis Copello       |
| Daegu 2011.     | Christian Taylor  | Phillips Idowu       | Will Claye           |
| Moskva 2013.    | Teddy Tamgho      | Pedro Pablo Pichardo | Will Claye           |
| Peking 2015.    | Christian Taylor  | Pedro Pablo Pichardo | Nelson Évora         |
| London 2017.    | Christian Taylor  | Will Claye           | Nelson Évora         |
| Doha 2019.      | Christian Taylor  | Will Claye           | Hugues Fabrice Zango |

## Bacačke discipline

### Bacanje koplja
| SP              | Zlato               | Srebro                  | Bronca                  |
| --------------- | ------------------- | ----------------------- | ----------------------- |
| Helsinki 1983.  | Detlef Michel       | Tom Petranoff           | Dainis Kūla             |
| Rim 1987.       | Seppo Räty          | Wiktor Jewsjukow        | Jan Železný             |
| Tokio 1991.     | Kimmo Kinnunen      | Seppo Räty              | Wladimir Sasimowitsch   |
| Stuttgart 1993. | Jan Železný         | Kimmo Kinnunen          | Mick Hill               |
| Göteborg 1995.  | Jan Železný         | Steve Backley           | Boris Henry             |
| Atena 1997.     | Marius Corbett      | Steve Backley           | Konstandinos Gatsioudis |
| Sevilla 1999.   | Aki Parviainen      | Konstandinos Gatsioudis | Jan Železný             |
| Edmonton 2001.  | Jan Železný         | Aki Parviainen          | Konstandinos Gatsioudis |
| Pariz 2003.     | Sergei Makarow      | Andrus Värnik           | Boris Henry             |
| Helsinki 2005.  | Andrus Värnik       | Andreas Thorkildsen     | Sergei Makarow          |
| Osaka 2007.     | Tero Pitkämäki      | Andreas Thorkildsen     | Breaux Greer            |
| Berlin 2009.    | Andreas Thorkildsen | Guillermo Martínez      | Yukifumi Murakami       |
| Daegu 2011.     | Matthias de Zordo   | Andreas Thorkildsen     | Guillermo Martínez      |
| Moskva 2013.    | Vítězslav Veselý    | Tero Pitkämäki          | Dmitriy Tarabin         |
| Peking 2015.    | Julius Yego         | Ihab Abdelrahman        | Tero Pitkämäki          |
| London 2017.    | Johannes Vetter     | Jakub Vadlejch          | Petr Frydrych           |
| Doha 2019.      | Anderson Peters     | Magnus Kirt             | Johannes Vetter         |

### Bacanje diska
| SP              | Zlato              | Srebro                   | Bronca              |
| --------------- | ------------------ | ------------------------ | ------------------- |
| Helsinki 1983.  | Imrich Bugár       | Luis Delís               | Gejza Valent        |
| Rim 1987.       | Jürgen Schult      | John Powell              | Luis Delís          |
| Tokio 1991.     | Lars Riedel        | Erik de Bruin            | Attila Horváth      |
| Stuttgart 1993. | Lars Riedel        | Dmitri Schewtschenko     | Jürgen Schult       |
| Göteborg 1995.  | Lars Riedel        | Wladimir Dubrowschtschik | Wassyl Kaptjuk      |
| Atena 1997.     | Lars Riedel        | Virgilijus Alekna        | Jürgen Schult       |
| Sevilla 1999.   | Anthony Washington | Jürgen Schult            | Lars Riedel         |
| Edmonton 2001.  | Lars Riedel        | Virgilijus Alekna        | Michael Möllenbeck  |
| Pariz 2003.     | Virgilijus Alekna  | Róbert Fazekas           | Wassyl Kaptjuk      |
| Helsinki 2005.  | Virgilijus Alekna  | Gerd Kanter              | Michael Möllenbeck  |
| Osaka 2007.     | Gerd Kanter        | Robert Harting           | Rutger Smith        |
| Berlin 2009.    | Robert Harting     | Piotr Małachowski        | Gerd Kanter         |
| Daegu 2011.     | Robert Harting     | Gerd Kanter              | Ehsan Haddadi       |
| Moskva 2013.    | Robert Harting     | Piotr Malachowski        | Gerd Kanter         |
| Peking 2015.    | Piotr Małachowski  | Philip Milanov           | Robert Urbanek      |
| London 2017.    | Andrius Gudžius    | Daniel Ståhl             | Mason Finley        |
| Doha 2019.      | Daniel Ståhl       | Fedrick Dacres           | Lukas Weißhaidinger |

### Bacanje kugle
| SP              | Zlato               | Srebro            | Bronca              |
| --------------- | ------------------- | ----------------- | ------------------- |
| Helsinki 1983.  | Edward Sarul        | Ulf Timmermann    | Remigius Machura    |
| Rim 1987.       | Werner Günthör      | Alessandro Andrei | John Brenner        |
| Tokio 1991.     | Werner Günthör      | Lars Arvid Nilsen | Alexander Klimenko  |
| Stuttgart 1993. | Werner Günthör      | Randy Barnes      | Oleksandr Bahatsch  |
| Göteborg 1995.  | John Godina         | Mika Halvari      | Randy Barnes        |
| Atena 1997.     | John Godina         | Oliver-Sven Buder | Cottrell J. Hunter  |
| Sevilla 1999.   | Cottrell J. Hunter  | Oliver-Sven Buder | Oleksandr Bahatsch  |
| Edmonton 2001.  | John Godina         | Adam Nelson       | Arsi Harju          |
| Pariz 2003.     | Andrej Michnewitsch | Adam Nelson       | Jurij Bilonoh       |
| Helsinki 2005.  | Adam Nelson         | Rutger Smith      | Ralf Bartels        |
| Osaka 2007.     | Reese Hoffa         | Adam Nelson       | Andrej Michnewitsch |
| Berlin 2009.    | Christian Cantwell  | Tomasz Majewski   | Ralf Bartels        |
| Daegu 2011.     | David Storl         | Dylan Armstrong   | Andrej Michnewitsch |
| Moskva 2013.    | David Storl         | Ryan Whiting      | Dylan Armstrong     |
| Peking 2015.    | Joe Kovacs          | David Storl       | O'Dayne Richards    |
| London 2017.    | Tom Walsh           | Joe Kovacs        | Stipe Žunić         |
| Doha 2019.      | Joe Kovacs          | Ryan Crouser      | Tom Walsh           |

### Bacanje kladiva
| SP              | Zlato              | Srebro             | Bronca                        |
| --------------- | ------------------ | ------------------ | ----------------------------- |
| Helsinki 1983.  | Sergei Litwinow    | Jurij Sedych       | Zdzislaw Kwasny               |
| Rim 1987.       | Sergei Litwinow    | Jüri Tamm          | Ralf Haber                    |
| Tokio 1991.     | Jurij Sedych       | Ihar Astapkowitsch | Heinz Weis                    |
| Stuttgart 1993. | Andrei Abduwalijew | Ihar Astapkowitsch | Tibor Gecsek                  |
| Göteborg 1995.  | Andrei Abduwalijew | Ihar Astapkowitsch | Tibor Gecsek                  |
| Atena 1997.     | Heinz Weis         | Andrej Skwaruk     | Wassili Sidorenko             |
| Sevilla 1999.   | Karsten Kobs       | Zsolt Nemeth       | Wladislaw Piskunow            |
| Edmonton 2001.  | Szymon Ziółkowski  | Kōji Murofushi     | Ilja Konowalow                |
| Pariz 2003.     | Iwan Zichan        | Adrián Annus       | Kōji Murofushi                |
| Helsinki 2005.  | Szymon Ziółkowski  | Markus Esser       | Olli-Pekka Karjalainen        |
| Osaka 2007.     | Iwan Zichan        | Primož Kozmus      | Libor Charfreitag             |
| Berlin 2009.    | Primož Kozmus      | Szymon Ziółkowski  | Aleksey Zagornyi              |
| Daegu 2011.     | Koji Murofushi     | Krisztián Pars     | Primož Kozmus                 |
| Moskva 2013.    | Paweł Fajdek       | Krisztián Pars     | Lukáš Melich                  |
| Peking 2015.    | Paweł Fajdek       | Dilshod Nazarov    | Wojciech Nowicki              |
| London 2017.    | Paweł Fajdek       | Valerij Pronkin    | Wojciech Nowicki              |
| Doha 2019.      | Paweł Fajdek       | Quentin Bigot      | Bence Halász Wojciech Nowicki |

## Višeboj

### Desetoboj
| SP              | Zlato          | Srebro            | Bronca              |
| --------------- | -------------- | ----------------- | ------------------- |
| Helsinki 1983.  | Daley Thompson | Jürgen Hingsen    | Siegfried Wentz     |
| Rim 1987.       | Torsten Voss   | Siegfried Wentz   | Pawel Tamawetsky    |
| Tokio 1991.     | Dan O'Brien    | Mike Smith        | Christian Schenk    |
| Stuttgart 1993. | Dan O'Brien    | Eduard Hämäläinen | Paul Meier          |
| Göteborg 1995.  | Dan O’Brien    | Eduard Hämäläinen | Mike Smith          |
| Atena 1997.     | Tomáš Dvořák   | Eduard Hämäläinen | Frank Busemann      |
| Sevilla 1999.   | Tomáš Dvořák   | Dean Macey        | Chris Huffins       |
| Edmonton 2001.  | Tomáš Dvořák   | Erki Nool         | Dean Macey          |
| Pariz 2003.     | Tom Pappas     | Roman Šebrle      | Dmitri Karpow       |
| Helsinki 2005.  | Bryan Clay     | Roman Šebrle      | Attila Zsivóczky    |
| Osaka 2007.     | Roman Šebrle   | Maurice Smith     | Dmitri Karpow       |
| Berlin 2009.    | Trey Hardee    | Leonel Suárez     | Aleksandr Pogorelov |
| Daegu 2011.     | Trey Hardee    | Ashton Eaton      | Leonel Suárez       |
| Moskva 2013.    | Ashton Eaton   | Michael Schrader  | Damian Warner       |
| Peking 2015.    | Ashton Eaton   | Damian Warner     | Rico Freimuth       |
| London 2017.    | Kévin Mayer    | Rico Freimuth     | Kai Kazmirek        |
| Doha 2019.      | Niklas Kaul    | Maicel Uibo       | Damian Warner       |